# Toubia Boutros El Khazen
Toubia El Khazen (in arabo: طوبيا الخازن; ... – Ghosta, 19 maggio 1766) è stato arcieparca di Cipro e patriarca della Chiesa maronita con il nome di Toubia I Boutros (in italiano: Tobia Pietro).

## Biografia
Toubia El Khazen apparteneva ad una delle famiglie più importanti della comunità maronita, che all'epoca governava il distretto di Kisrawan in Libano. Entrò nell'Ordine Libanese Maronita e nel 1730 fu consacrato dallo zio Youssef Boutros Dergham El Khazen vescovo titolare di Banyas (Cesarea di Filippo). Quando suo zio divenne patriarca nel 1733, Toubia fu nominato amministratore della sede patriarcale di Qannubin e arcivescovo titolare di Nablus. Partecipò al sinodo maronita del 1736 e gli atti lo menzionano come arcieparca di Cipro.
Alla morte di Youssef Dergham nel 1742, dopo il rifiuto iniziale di Semaan Awwad, il sinodo patriarcale si divise in due fazioni, ognuna delle quali elesse un proprio patriarca, Elias Mohasseb vescovo di Arca e Toubia El Khazen arcivescovo di Nablus. La Santa Sede intervenne annullando le due elezioni ed imponendo ex auctoritate Semaan Awwad come nuovo patriarca.
Alla morte di Awwad, il sinodo elettorale, riunito il 28 febbraio 1756 nel monastero San Giuseppe presso Antoura nel Kisrawan, chiamò a succedere al patriarca defunto Toubia El Khazen, che assunse il nome di Toubia Boutros. Fu il primo patriarca maronita con questo nome. La sua elezione fu confermata da papa Benedetto XIV nel concistoro del 27 marzo 1757.
Il nuovo patriarca pose la sua residenza nel Kisrawan, in particolare nel monastero di Mar Rouhana.
Durante il suo patriarcato, Toubia El Khazen ha dovuto affrontare tre questioni principali: l'attuazione del sinodo del 1736, il caso della religiosa, mistica e visionaria Hindiyya al-'Ujaimi ed i problemi all'interno dell'Ordine Libanese Maronita. Per l'attuazione del sinodo del 1736 ha convocato il 25 agosto 1756 un nuovo sinodo senza grandi risultati, e ancora un altro nel 1762, che stabilì le diocesi maronite in numero di quindici invece delle otto stabilite nel 1736. Sul caso di Hindiyya assunse una posizione neutrale, che comunque consentì alla religiosa di accrescere la sua influenza durante il suo patriarcato: in due occasioni papa Clemente XIII accordò delle indulgenze alla mistica e all'ordine da lei fondato, la congregazione del Sacro Cuore. La disputa nell'Ordine Libanese Maronita fu risolta solamente sotto il suo successore Youssef Boutros Estephan, quando nel 1770 esso fu diviso in due rami, dando origine all'Ordine Maronita Mariamita.
Toubia El Khazen morì il 19 maggio 1766.

## Genealogia episcopale e successione apostolica
La genealogia episcopale è:
- Patriarca Youhanna Bawab
- Patriarca Jirjis Rizqallah
- Patriarca Stefano Douayhy
- Patriarca Yaaqoub Boutros Awwad
- Patriarca Toubia Boutros El Khazen

La successione apostolica è:
- Vescovo Choukri Aroutin (1762)
- Patriarca Mikhail Boutros Fadel (1762)
- Arcivescovo Grégoire Sciukrallah Jaroue (1762)